# Coccinella
Coccinella este cel mai familiar gen de buburuze. Elitrele la majoritatea speciilor sunt de culoare roșie sau portocalie, iar semnele caracteristice sunt ori puncte, ori benzi neregulate. Acest gen se găsește în Emisfera nordică, dar există doar unsprezece specii native din America de Nord, fiind mai multe în Eurasia. Are un miros specific care o ajută să se protejeze împotriva dușmanilor.

## Etimologie
Numele provine din latinescul coccineus, provenind de la nunața de culoare  roșu-aprins. 

## Caracteristici
Adulții și larvele sunt prădători lacomi de afide, iar unele specii (de exemplu Coccinella septempunctata) sunt folosite ca agenți pentru controlul biologic al  prădătorilor.